# Robert G. Wade
Robert Graham Wade (Dunedin, 10 aprile 1921 – Londra, 29 novembre 2008) è stato uno scacchista neozelandese naturalizzato britannico.

## Biografia
Vinse tre volte il Campionato della Nuova Zelanda (1943/44, 1944/45 e 1947/48) e due volte il Campionato britannico (1952 e 1970).
Partecipò al campionato australiano del 1946-47, terminando al 2º-4º posto (vinse Lajos Steiner), e al campionato canadese del 1947 a Québec (vinse Daniel Yanofsky). Nel 1950 si classificò 5º-7º su 16 giocatori nel torneo di Venezia (vinto da Alexander Kotov davanti a Vassily Smyslov). Nel 1952 partecipò al torneo interzonale di Stoccolma, classificandosi però nella bassa classifica (vinse Alexander Kotov).
Wade partecipò con l'Inghilterra a 5 olimpiadi degli scacchi dal 1954 al 1972. Vinse una medaglia di bronzo individuale alle olimpiadi di Varna 1962 . Nel 1970 giocò in seconda scacchiera per la Nuova Zelanda alle olimpiadi di Skopje.
Ottenne il titolo di Maestro internazionale nel 1950 e di Arbitro internazionale nel 1958.

## Pubblicazioni
- The World Chess Championship 1951: Botvinnik v. Bronstein (con W. Winter), ristampa ISHI Press, 2013
- The World Chess Championship 1963: Botvinnik v. Petrosian, ristampa ISHI Press, 2013
- The Games of Robert J. Fischer, Batsford, 1972 (con Kevin J. O'Connell);
- World Championship Interzonals: Leningrad and Petropolis 1973, 1974 (con L. S. Blackstock e A. Kotov), Batsford, 1974
- The World Chess Championship, Batsford, 1974 (con S. Gligoric)
- The Marshall Attack, Batsford, 1974 (con Tim Harding)
- Korchnoi's 400 Chess Games, Batsford, 1978 (con L. S. Blackstock)
- Fighting Chess, Batsford, 1988 (con Garry Kasparov e Jonathan Speelman)
- Batsford Chess Endings, Batsford, 1993 (con J. Speelman e J. Tisdall)